# Észt Tengerészeti Múzeum
Az Észt Tengerészeti Múzeum (észtül: Eesti Meremuuseum) Észtország fővárosában, Tallinnban működő múzeum, mely a hajózás észtországi történetét és eszközeit mutatja be.
A múzeumot 1935-ben alapították. Tallinn óvárosában a Pikk (Hosszú) utcában, a városfal egyik bástyájában, a Kövér Margóban (észtül: Paks Margareeta) található. A többszintes kiállítási területen a hajózás, a hajóépítés és a tengeri halászat észtországi történetét, az észtországi kikötőket és világítótornyokat mutatják be.

## Részlegei

### Aknamúzeum
Az Aknamúzeum (észtül: Miinimuseum) az Észt Tengerészeti Múzeum tengeri víziaknákat bemutató filiáléja volt.  Korábban a piritai vitorláskikötőben működött, később áthelyezték Tallinn óvárosába, ahol egy régi, 18. századi épületben kapott helyet. A múzeumban brit, észt, finn, francia, német és orosz régi és modern víziaknák, illetve aknakereső berendezések találhatók. A Hidroplánkikötő hangrájának felújítása és megnyitása után az egész gyűjtemény átkerült oda.

### Hidroplánkikötő

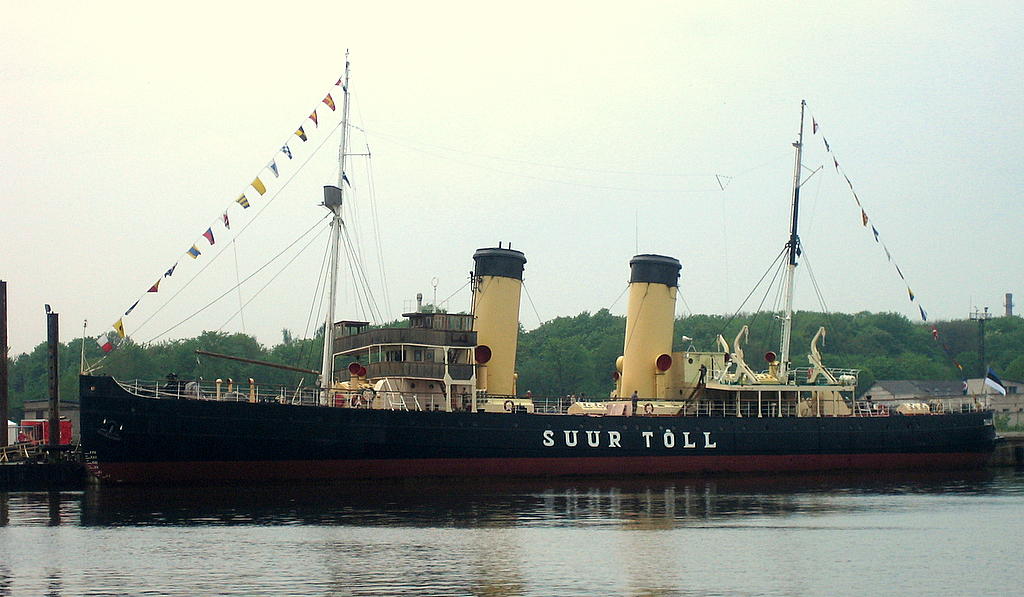
A Suur Tõll jégörő a múzeum kikötőjében

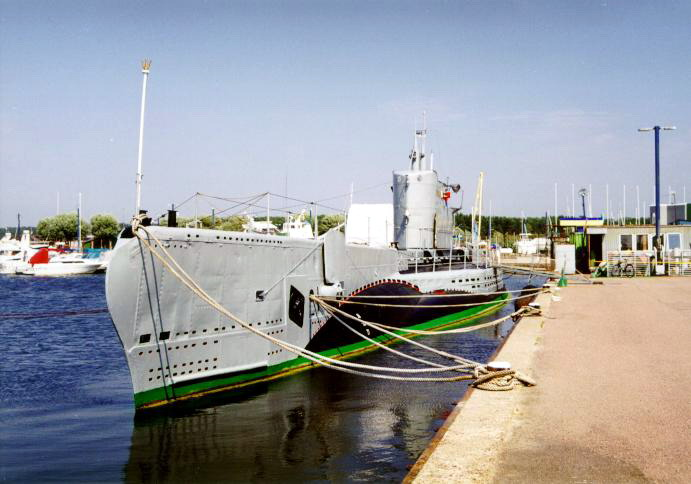
A Lembit tengeralattjáró 1999-ben a piritai vitorláskikötőben

A Hidroplánkikötő (észtül: Lennusadam)  a múzeumhoz tartozó kiállítási terület, ahol szolgálatból kivont hajókat, többségében hadihajókat állítottak ki. A múzeum ezen részlege korábban, az 1990-es évek végéig csak a Lembit tengeralattjárót mutatta be a piritai vitorláskikötőben. Ezt később áthelyezték a tallinni Hidroplánkikötőbe, ahol napjainkban is megtalálható. A hidroplánkikötő hangárjait felújították és 2011-ben adták át. A hangárban található kiállítás központi látnivalója a Lembit tengeralattjáró.
A Hidroplánkikötőben kiállított hajók:
- Suur Tõll – 1914-ben Stettinben épített jégtörő gőzhajó, mely 1922-ben került Észtországba,
- EML Lembit – Az Észt Haditengerészet második világháború előtti Kalev osztályú dízel-elektromos tengeralattjárója,
- PVL–105 Torm[3] (ex KNM P968 Arg) – Norvégiában gyártott Strom osztályú őrhajó, mely 1994–2007 között állt szolgálatban az Észt Határőrségnél,
- Mare[4] – eredetileg halászhajónak épült 1968-ban, a 2000-es évek elején kutatóhajóként használták (tenger alatti roncsok felkutatására),
- EML Kalev – Németországban gyártott aknakereső hajó. 1997-ben állították hadrendbe az Észt Haditengerészetnél, 2004-ben vonták ki a szolgálatból.
- EML Grif – Az ukrajnai Feodoszijában 1976-ban épített 1400 Grif típusú őrhajó, melyet a KGB Határőr Csapatainak parti őrsége használt 1991-ig. 1994-ben került az Észt Haditengerészethez, 2001 májusában vonták ki a szolgálatból.
- Haili – 1933-ban Észtországban épített jacht.